# 요동정리
요동정리(搖動定理, fluctuation theorem; FT)는 통계역학에서 출발한 것으로, 열역학적 평형(i.e. 최대 엔트로피) 상태가 아닌 계의 엔트로피가 주어진 시간이 흐름에 따라 증가할지 또는 감소할지 그 상대 확률을 다루는 정리이다. 열역학 제2법칙에서 고립계의 엔트로피는 평형에 도달할 때까지 계속 증가한다고 예측하고 있으나, 제2법칙 역시 통계적 법칙임이 통계역학의 성과로 밝혀짐에 따라 고립계의 엔트로피가 자발 감소할 확률은 언제나 0이 아니어야 한다. 요동정리는 이 확률을 정량적으로 다루는 것이다.

## 같이 보기
- 르 샤틀리에의 원리
- 루트비히 볼츠만
- 열역학

## 참고 자료
- Denis J. Evans , E.G.D. Cohen & G.P. Morriss (1993). “Probability of second law violations in shearing steady states”. 《Physical Review Letters》 71 (15): 2401–2404. Bibcode:1993PhRvL..71.2401E. doi:10.1103/PhysRevLett.71.2401. PMID 10054671.
- Denis J. Evans & Debra J. Searles (1994). “Equilibrium microstates which generate second law violating steady states” (PDF). 《Physical Review》 E 50 (2): 1645–1648. Bibcode:1994PhRvE..50.1645E. doi:10.1103/PhysRevE.50.1645.
- Denis J. Evans & Debra J. Searles (2002). “The Fluctuation Theorem”. 《Advances in Physics》 51 (7): 1529–1585. Bibcode:2002AdPhy..51.1529E. doi:10.1080/00018730210155133.
- N. Garnier & S. Ciliberto (2005). “Nonequilibrium fluctuations in a resistor”. 《Physical Review E》 71 (6): 060101R;2404. arXiv:cond-mat/0407574. Bibcode:2005PhRvE..71f0101G. doi:10.1103/PhysRevE.71.060101.
- Marconi, Umberto Marini Bettolo; Puglisi, Andrea; Rondoni, Lamberto; Vulpiani, Angelo (2008). “Fluctuation-Dissipation: Response Theory in Statistical Physics”. 《Physics Reports》 461 (4–6): 111–195. arXiv:0803.0719. Bibcode:2008PhR...461..111M. doi:10.1016/j.physrep.2008.02.002.